# Twelve Pieces
Twelve Pieces ist das erste Soloalbum des US-amerikanischen Countrysängers Mike McClure.

## Titelliste
1. Haunt Me No More – 3:05
2. Hotel Band – 3:35
3. In My Ears (feat. Cody Canada) – 2:16
4. Wicked Game of Hearts (feat. Susan Gibson) – 3:16
5. Dings – 2:59
6. The Void – 4:17
7. The Calling Chapter Two – 2:35
8. Harder to Ignore – 3:34
9. Marleigh's Song – 1:59
10. Drifitin – 3:32
11. World Go Round – 2:55
12. Between Two Thieves – 3:25

## Entstehungsgeschichte
Mike McClure war von 1992 bis 2003 Frontmann, Songwriter und Produzent der Red-Dirt-Gruppe The Great Divide, für die er vor der Veröffentlichung letztmals im Jahr 2001 auf dem Album Dirt and Spirit zu hören war. Nach seinem Soloalbum produzierte er zudem noch mit der Band das Album Remain, das vier Monate nach der Veröffentlichung von Twelve Pieces erschien, bevor er aus der Gruppe ausschied. Anschließend wurden mehrere Alben der Mike McClure Band veröffentlicht, im Jahr 2011 wurde mit Fifty Billion zum zweiten Mal ein Album unter dem alleinigen Namen McClures veröffentlicht.
Wie schon während seiner Bandzeit in den Jahren zuvor, schrieb McClure auch bei diesem Album den Großteil der Songs selbst. Lediglich World Go Around schrieb er zusammen mit Scott Copeland, während The Calling Chapter Two aus der Feder der Red Dirt-Ikone Bob Childers stammt. Zudem sind zwei Duette enthalten, In My Ears ist eine Zusammenarbeit von McClure und Cody Canada von Cross Canadian Ragweed, und Wicked Game of Hearts ein Duett mit der texanischen Sängerin Susan Gibson.

## Stil
Matt Bjorke von About.com stellte heraus, dass die meisten Songs auf kein Album von The Great Divide gepasst hätten. Während der Stil der Band eher auf elektrischer Musik basiert hätte, wäre McClures Soloalbum akustischer. Von Bärchenrecords wurde bemerkt, dass McClure sich mit dem Album etwas vom Country entferne, auch wenn „Countryelemente [...] natürlich immer noch vorhanden“ seien. In dem Song Between Two Thieves ist Genre-untypischerweise ein Klavier zu hören. Neben Rock- und Folkelementen hörten einige Kritiker auch Einflüsse von Blues.

## Rezeption
Die Mehrzahl der Kritiken zum Album waren sehr positiv. Von Allmusic wurde das Album hauptsächlich gelobt. Der Autor schrieb von einem „guten Sound“, der alle ansprechen würde, die die Musik texanischer Singer-Songwriter schätzen würden. Vergeben wurden drei von fünf möglichen Sternen. Kritiker Matt Bjorke urteilte ebenfalls positiv über die CD, es sei ein „persönliches“ Album des „dynamischen und talentierten“ McClure. Auf der Seite musikansich.de spricht der Kritiker von „qualitativer Songwritermusik“. Etwas kritischer wurde Robert Wooldridge, der bemerkte, McClure sei es nicht gelungen, etwas Neues zu bieten.